# جبل بلوطة
جبل بَلّوطَة جبل يقع بوسط الجمهورية التونسية بولاية سليانة، شمال شرقي مدينة مكثر وجنوب مدينة سليانة. يبلغ ارتفاعه 1188 م. ولا يعيش في الجبل أحد باستثناء بعض القبائل البدوية المتنقلة والتي تتنقل بين كل مدة من مكان إلى آخر.